# Ljudmila Borissowna Jegorowa
Ljudmila Borissowna Jegorowa (russisch Людмила Борисовна Егорова; * 24. Februar 1931 in Lomonossow; † 21. Mai 2009 in Kaliningrad, Russland) war eine sowjetische Turnerin.

## Erfolge
Ljudmila Jegorowa gehörte bei den Olympischen Sommerspielen 1956 in Melbourne zum Kader der sowjetischen Turnmannschaft, zu dem außer Jegorowa noch Polina Astachowa, Lidija Kalinina, Larissa Latynina. Tamara Manina und Sofja Muratowa gehörten. In den Einzeldisziplinen belegte sie am Stufenbarren Rang 24, am Sprung und am Boden jeweils Rang neun und am Schwebebalken Rang sieben. Den Einzelmehrkampf beendete Jegorowa auf dem zehnten Platz.
Erfolgreicher verliefen für Jegorowa hingegen die Mannschaftswettkämpfe. Im Mannschaftsmehrkampf erzielte die sowjetische Mannschaft insgesamt 448,80 Punkte, das beste Resultat vor den Turnerinnen aus Ungarn, die 443,50 Punkte erzielten, und den mit 438,2 Punkten drittplatzierten Rumäninnen. Damit erhielten Jegorowa und ihre Mannschaftskameradinnen als Olympiasiegerinnen die Goldmedaille. Im Wettbewerb der Gruppengymnastik mussten die Mannschaften mit einem Handgerät antreten. Die sowjetischen Turnerinnen, in der Besetzung zum Mannschaftsmehrkampf unverändert, schlossen den Wettkampf mit 74,000 punktgleich mit den Polinnen auf dem dritten Platz ab, womit sie hinter der mit 75,200 Punkten siegreichen ungarischen Mannschaft und Schweden mit 74,200 Punkten die Bronzemedaille erhielten.
Bei sowjetischen Meisterschaften belegte sie zweimal den dritten Platz am Sprung und wurde 1955 sowie 1956 im Einzelmehrkampf Vizemeisterin. Sie schloss ein Studium in Sankt Petersburg ab und arbeitete nach ihrer eigenen Karriere als Turntrainerin. Zum Zeitpunkt ihres Todes war sie Vorsitzende des Kaliningrader Ablegers des russischen Athletenverbandes.